# Gary Cervantes
Gary Cervantes est un acteur américain né le 24 janvier 1953 à Maywood en Californie.

## Filmographie

### Cinéma
- 1979 : Boulevard Nights : Big Happy
- 1979 : Walk Proud : Carlos
- 1979 : 1941 : le costumier de Zoot
- 1983 : Second Thoughts : le deuxième latino
- 1983 : En plein cauchemar : Mazenza
- 1983 : Scarface : le premier tireur
- 1984 : What Waits Below : Hector Lopez
- 1985 : Stick, le justicier de Miami : l'assistant de Nestor
- 1985 : Commando : Diaz
- 1987 : Le Flic de Beverly Hills 2 : Mendoza
- 1987 : Barfly : un policier
- 1987 : Fatal Beauty : Basqual
- 1987 : Cinglée : l'homme au téléphone
- 1988 : Colors : Diaz
- 1988 : Caddyshack 2 : un ouvrier
- 1989 : Police Academy 6 : Hustler
- 1989 : One Man Force : Pepe
- 1990 : Far Out Man : un Mexicain
- 1990 : Coups pour coups : un détenu
- 1990 : Désigné pour mourir : Little Richard
- 1991 : Howling VI: The Freaks : Shérif Fuller
- 1991 : Grand Canyon : le voleur de montre
- 1993 : Les Princes de la ville : Smokey
- 1993 : Warlock: The Armageddon : un chauffeur de taxi
- 1993 : Les Allumés de Beverly Hills : Carlos
- 1994 : A Low Down Dirty Shame : Luis
- 1995 : Under the Hula Moon : Bandito
- 1997 : Volcano : un membre de l'OEM
- 1998 : Land of the Free : le contremaître du grand jury
- 1998 : The Hunted : Ramon Montoya de la Garza
- 1999 : Last Chance : Rodrigo
- 1999 : Foolish : le propriétaire du restaurant
- 1999 : Wild Wild West : le mari de Rita
- 1999 : Intrusion : le médecin
- 2000 : Traffic : l'agent de la DEA
- 2001 : Firetrap : Geiger
- 2002 : Outta Time : Watts
- 2002 : Le Cercle : le peintre
- 2003 : Coronado : Jose
- 2005 : Sexcrimes : Diamants mortels : Davros
- 2006 : Bandidas : Pedro
- 2006 : The Far Side of Jericho : Segundo
- 2007 : La Faille : Ciro
- 2007 : Ocean Without a Shore
- 2009 : Stuntmen : Carlos Villareal
- 2009 : Baja Beach Bums : Gustavo
- 2010 : A Gangland Love Story : Nestor
- 2011 : The Good Doctor : M. Sanchez
- 2013 : 30 Nights of Paranormal Activity with the Devil Inside the Girl with the Dragon Tattoo : Dr Scoletti
- 2015 : Don Quixote : Armed Brother
- 2021 : The Jesuit : le garde-frontière Garcia

### Télévision
- 1974 : Chico and the Man : le chauffeur (1 épisode)
- 1977 : Police Story : Chicano (1 épisode)
- 1979 : Quincy : Frankie (1 épisode)
- 1981 : The Jeffersons : Hector (1 épisode)
- 1982-1984 : Capitaine Furillo : plusieurs rôles (4 épisodes)
- 1982-1985 : Hooker : Angel, Carlos Mendez et Ray Delgado (3 épisodes)
- 1984-1985 : Rick Hunter : Carlos et le dealer de drogue mexicain (2 épisodes)
- 1985 : Alfred Hitchcock présente : un punk (1 épisode)
- 1985 : Clair de lune : le technicien (1 épisode)
- 1986 : Stingray : Roberto (1 épisode)
- 1986 : Dallas : le policier Los Gatos (2 épisodes)
- 1986 : Santa Barbara : le passager Juan (1 épisode)
- 1986 : L'Agence tous risques (1 épisode)
- 1987 : Simon et Simon : Acosta (1 épisode)
- 1987 : 21 Jump Street : José Silva (2 épisodes)
- 1987 : La Belle et la Bête : Rafael Cruz (1 épisode)
- 1988 : Côte Ouest : le surveillant (1 épisode)
- 1989 : Arabesque : Heavy (1 épisode)
- 1990 : China Beach : Richard Chacon (1 épisode)
- 1990 : Wheels of Terror : Luis
- 1992 : La Loi de Los Angeles : le prisonnier (2 épisodes)
- 1992 : Le Rebelle : Florez (1 épisode)
- 1992-1996 : Un drôle de shérif : un journaliste et Naval Chaplain (9 épisodes)
- 1993 : Les Années coup de cœur : un membre du groupe de musique (2 épisodes)
- 1993 : Les Sœurs Reed : un officier (1 épisode)
- 1993-1994 : Brisco County : Chava (2 épisodes)
- 1994 : Walker, Texas Ranger : Vargas (1 épisode)
- 1994 : Babylon 5 : Strongarm (1 épisode)
- 1994 : L'Amour poursuite : un homme
- 1994 : Blind Justice : Luis
- 1995-1999 : Chicago Hope : La Vie à tout prix : l'anesthésiste (6 épisodes)
- 1997 : Troisième planète après le Soleil : un technicien (1 épisode)
- 1997 : Total Security (1 épisode)
- 1998 : Le Drew Carey Show : le révolutionnaire (1 épisode)
- 1999-2001 : Des jours et des vies : Hector et Détective Yberra (7 épisodes)
- 2000 : Sept à la maison : un juré (1 épisode)
- 2000 : Guilty as Charged : Sergent Hugo Ramirez
- 2000-2001 : À la Maison-Blanche : Bobby, Dunn et un conseiller (4 épisodes)
- 2001 : La Loi du fugitif (1 épisode)
- 2001 : Washington Police : un ouvrier (1 épisode)
- 2001-2002 : Invisible Man : Brooks et Dr Gartson (2 épisodes)
- 2002 : New York Police Blues : Joe Santiago (1 épisode)
- 2002 : Firestarter : Sous l'emprise du feu : Agent Garcia (2 épisodes)
- 2002 : Larry et son nombril : un jardinier (1 épisode)
- 2002 : Les Experts : le manager du Molina (1 épisode)
- 2002 : La Treizième Dimension : M. Perez (1 épisode)
- 2002-2004 : Boston Public : Jorge Alvarez, Bob Rivera (2 épisodes)
- 2003 : Miracles : Michael Garcia (1 épisode)
- 2003 : Alias : le détective panaméen (1 épisode)
- 2003 : Shérifs à Los Angeles : l'entraîneur (1 épisode)
- 2004 : The Tracy Morgan Show : un dominicain (1 épisode)
- 2004 : Division d'élite : l'officier en uniforme
- 2004 : Preuve à l'appui : le chauffeur de taxi (1 épisode)
- 2004 : Karen Sisco : Capitaine Jake Mendez (1 épisode)
- 2004 : Nip/Tuck : Père Joe (1 épisode)
- 2004 : FBI : Portés disparus : M. Cruz (1 épisode)
- 2004 : Urgences : un policier (1 épisode)
- 2005 : Veronica Mars : Spaniel Man (1 épisode)
- 2005 : McBride : D.A. Kendall
- 2005 : Bones : Oraldo (1 épisode)
- 2006 : Un gars du Queens : Carlo (1 épisode)
- 2006 : Grey's Anatomy : M. Calva
- 2006 : Numbers : Victor (1 épisode)
- 2007 : Retour à Lincoln Heights : Principal Jeffers (1 épisode)
- 2007 : Eyes : le Juge (1 épisode)
- 2007 : Vol 732 : Terreur en plein ciel : Agent Stanley
- 2007 : Big Shots : un membre du bureau (1 épisode)
- 2007 : Tell Me You Love Me (1 épisode)
- 2008 : The Unit : Commando d'élite : l'agent de sécurité (1 épisode)
- 2009 : Lie to Me : l'assistant directeur de l'ATF (1 épisode)
- 2009 : Eli Stone : un juré (1 épisode)
- 2010 : Les Feux de l'amour : M. Esteva (2 épisodes)
- 2011 : Off the Map : Urgences au bout du monde : Warden Vargas (1 épisode)
- 2011 : Un admirateur secret : le technicien (1 épisode)
- 2012 : Esprits criminels : Détective Martin (1 épisode)
- 2012-2015 : Parks and Recreation : Manrico Della Rosa (2 épisodes)
- 2013 : Revenge : le commissaire-priseur (1 épisode)
- 2013 : Mentalist : Détective Tony Garcia (1 épisode)
- 2015 : True Detective : le propriétaire de la voiture (1 épisode)
- 2015 : First Murder : Yates (1 épisodes)